# (7042) Carver
(7042) Carver est un astéroïde de la ceinture principale découvert le 2 mars 1933 par l'astronome allemand Karl Wilhelm Reinmuth à Heidelberg (024).